# Robert Hartley
Pour les articles homonymes, voir Hartley.
Robert Hartley, dit Bob, (né le 9 septembre 1960 à Hawkesbury en Ontario au Canada) est un entraîneur professionnel canadien de hockey sur glace.

## Biographie
Bien que son patronyme soit de consonance anglo-saxonne, Bob Hartley est un franco-ontarien. Sa langue maternelle est le français. Il a appris l'anglais à l'école et le parle avec un accent français.
Hartley n'a jamais joué dans la grande ligue majeur d'Amérique du Nord, la Ligue nationale de hockey mais il a commencé par entraîner l'équipe junior de sa ville natale, les Hawks de Hawkesbury, et, en 1991-92, il devient l'entraîneur du Titan de Laval de la Ligue de hockey junior majeur du Québec poste qu'il occupe deux saisons. En 1993, il remporte la Coupe du président.
Il fait ensuite un bond en avant en devenant entraîneur adjoint de Jacques Martin puis entraîneur en chef de la franchise de la Ligue américaine de hockey des Aces de Cornwall quand Martin prend la tête des Nordiques de Québec de la LNH.
Il occupe ce poste deux saisons puis avant le début de la saison 1996-97, il devient l'entraîneur des Bears de Hershey avec qui il remporte la Coupe Calder dès la première saison. Il ne reste encore une fois que deux saisons avec l'équipe avant de faire le grand saut qui le mène derrière le banc d'une franchise de la Ligue nationale de hockey : l'Avalanche du Colorado. Il prend alors la place de Marc Crawford.
Avec l'Avalanche, il remporte la Coupe Stanley 2001 en battant en finale les Devils du New Jersey, coupe qu'il présente dans son village natal.
Sa collaboration avec l'Avalanche prend fin en décembre 2002 alors que l'équipe connaît un départ calamiteux. Il est remplacé par Tony Granato. Il a alors les meilleurs statistiques pour un entraîneur de l'Avalanche avec 359 matchs et 193 victoires.
Il rejoint les Thrashers d'Atlanta au cours de la saison 2002-2003 en remplacement de Curt Fraser.
En 2007, il est sélectionné pour être l'entraîneur adjoint de la association de l'Est pour le 55e Match des étoiles de la LNH. Le 10 octobre 2007, après six défaites de son équipe, il est congédié de son poste et remplacé par Don Waddell, directeur général de la franchise.
Durant la saison 2010 de la série Montréal-Québec, il remplaça pendant les matchs numéro 4 et 5, Michel Bergeron à titre d'entraîneur-chef de l'équipe de Québec, ce dernier allant aux Jeux olympiques d'hiver de 2010 à Vancouver.
En janvier 2011, il est engagé par le réseau TVA à titre d'entraîneur-chef de l'équipe de la Ville de Québec pour affronter la Ville de Montréal dans une série télé-réalité de 4 matchs. L'entraîneur-chef de l'équipe de Montréal est Patrice Brisebois.
En 2011, il a paraphé un contrat de deux ans comme entraîneur chef avec les Lions de Zurich, une équipe évoluant dans la Ligue nationale A suisse. Il avait également eu la possibilité de devenir entraîneur chef pour une équipe russe de la KHL, le Lokomotiv Iaroslavl.[réf. nécessaire]
Le 31 mai 2012, il est officiellement nommé entraîneur-chef des Flames de Calgary par le directeur-général Jay Feaster. Il effectue alors un retour au sein de le LNH après 5 années d’absence.
Le 3 mai 2016, il est congédié de son poste d'entraîneur-chef des Flames de Calgary.
Le 7 septembre 2017, le Réseau des sports annonce que Bob Hartley se joint à son équipe d'analystes.
En 2018, il est nommé entraîneur de l'Avangard Omsk dans la Ligue continentale de hockey avec qui il remporte la Coupe Gagarine en 2021.

## Palmarès

### Ligue de hockey junior majeur du Québec
- Coupe du président avec le Titan de Laval en 1993 ;

### Ligue américaine de hockey
- Coupe Calder avec les Bears de Hershey en 1997 ;

### Ligue nationale de hockey
- Coupe Stanley avec l'Avalanche du Colorado en 2001 ;
- Champion de la division Nord-Ouest entre 1999 et 2002 avec l'Avalanche du Colorado ;
- Champion de la division Sud-Est en 2007 avec les Thrashers d'Atlanta ;

### Ligue nationale A
- Champion avec les ZSC Lions en 2012 ;

### Ligue continentale de hockey
- Coupe Gagarine avec l'Avangard Omsk en 2021.